# San Martino Olearo
San Martino Olearo è un centro abitato d'Italia, frazione del comune di Mediglia.

## Storia
In epoca romana San Martino Olearo era attraversato da un'importante strada romana, la via Regina, che collegava il porto fluviale di Cremona (la moderna Cremona) con Clavenna (Chiavenna) passando da Mediolanum (Milano).

## Geografia antropica
La località consiste in un piccolo agglomerato di abitazioni in aperta campagna, con a servizio 1 bar/ristornate, 1 ristorante e 1 officina auto.

## Società
La locale parrocchia di San Martino Olearo, fondata durante il Rinascimento, comprendeva sotto di sé, nel XVI secolo, l'Oratorio di San Michele di Gavazzo, non più esistente, l'Oratorio di Sant'Antonio di Canobbio, l'Oratorio di San Biagio di Saresano, l'Oratorio della Purificazione di Maria Vergine di Vaianello, e l'Oratorio di San Rocco del Bettolino.